# Mielichhoferia modesta
Mielichhoferia modesta är en bladmossart som beskrevs av C. Müller 1897. Mielichhoferia modesta ingår i släktet kismossor, och familjen Bryaceae. Inga underarter finns listade i Catalogue of Life.